# 貝德福德鎮區 (伊利諾伊州韋恩縣)
貝德福德鎮區（英語：Bedford Township）是位於美國伊利諾伊州韋恩縣的一個行政鎮區。

## 地方資料
根據2010年美國人口普查的數據，貝德福德鎮區的面積為89.10平方千米，當中陸地面積為89.10平方千米，而水域面積為0.00平方千米。當地共有人口1045人，而人口密度為每平方千米11.73人。